# Undone — The Sweater Song
«Undone — The Sweater Song» (рус. Погубленный – Песня-свитер) — песня американской рок-группы Weezer, выпущенный в качестве сингла с одноимённого альбома 1994 года 24 июня 1994 года лейблом DGC Records.
Фронтмен Weezer Риверс Куомо прокомментировал песню, сказав: «Undone» — это чувство, которое ты испытываешь, когда поезд останавливается и маленький парень стучится в твою дверь. Предполагалось, что это будет грустная песня, но все считают её веселой. Куомо также сказал, что это была его попытка написать «песню в стиле Velvet Underground», но позже назвал эту песню непреднамеренной подделкой песни Metallica «Welcome Home (Sanitarium)», в которой сквозят метал-корни группы.
Именно клип Спайка Джонза на песню «Buddy Holly» привлёк внимание широкой публики к Weezer, но именно «Undone — The Sweater Song» впервые заложил основу для колледж- и альтернативного радио.
Во время живых выступлений в 2005 году группа часто приглашала фанатов сыграть партию акустической гитары в «Undone» вместе с группой. В последний вечер тура Foozer Дэйв Грол подошёл и сыграл её с группой.

## Композиция
«Undone — The Sweater Song» — это среднетемповая альтернативная рок-песня, которая длится четыре минуты и пятьдесят восемь секунд. Его музыкальная аранжировка использует динамику и сильный дисторшн во время припева, чтобы передать мелодию песни. Согласно партитуре Хэла Леонарда, опубликованной на сайте Musicnotes.com, музыка написана в размере четыре четверти с умеренно медленным рок-темпом 80 ударов в минуту. «Undone» написана в тональности Соль-бемоль мажор. Простая последовательность во время интро и интерлюдии (G♭6-C♭7-D♭7-C♭7), далее идут изменения в куплетах (G♭-C♭-D♭-C♭) и в припеве в качестве последовательности аккордов (G♭5-C♭5-D♭5-C♭5). Песня открывается круговым риффом, построенным из подобранных гитарных струн. Первоначально группа намеревалась вставить в песню различные звуковые клипы, но опасалась затрат на их лицензирование. Вместо этого студийная версия песни включает устное вступление тогдашнего басиста Мэтта Шарпа и давнего друга группы — Карла Коха, а также набор диалогов «антракта» между Карлом и одним из основателей официального фан-клуба Weezer и одним из первых сторонников группы — Микелем Алланом: он показывает персонажей-подростков, вовлечённых в легкомысленную беседу, в то время как музыка группы постепенно звучит на заднем плане. Этот диалог часто повторяется во время концертов и других концертных записей.

## Музыкальный клип
Музыкальное видео на песню «Undone» стало первым у Weezer. Согласно «Край рек: История Weezer» Джона Д. Луерсена, группа настаивала на том, чтобы видео не имело ничего общего со свитером. Тем не менее, Геффен получил двадцать пять обработок для видео, и все они были связаны со свитерами. Видео знаменует собой одну из первых режиссёрских работ Спайка Джонза, чьей идеей было просто «голубая сцена, стедикамная камера, стая диких собак». Видео стоимостью 60 000 долларов было снято на стедикамную камеру одним непрерывным кадром, на котором группа играет под ускоренную версию песни. При воспроизведении на более низкой скорости создаётся иллюзия, что группа играет песню в нужное время, но движется в замедленном темпе. Один кадр был сделан более двадцати пяти раз, и окончательная версия находится где-то между дублем № 15 и дублем № 20, в котором группа вообще отказалась от идеи воспринимать видео всерьёз. Юмор был вызван разочарованием от повторения одного и того же кадра снова и снова под ускоренную версию песни, а также тем фактом, что одна из собак испражнилась на педаль бас-барабана Патрика Уилсона. Видео мгновенно стало хитом на MTV.
Альтернативный вариант видео можно найти на DVD-диске группы Video Capture Device: Treasures from the Vault 1991—2002.
Для своего официального видео на кавер-версию «Africa» Weezer использовали пародию на видео «Undone» с дублёрами для себя, включая Странного Эла Янковича в качестве дублёра Куомо.

## Критический приём
Том Маджинис из AllMusic писал: «песня не только тщательно проработана, она умная, необычная, пронзительная и безумно запоминающаяся — все характеристики, которые в дальнейшем определяют Weezer как группу и их дебют как одну из самых успешных записей альтернативного рока 90-х».

## Кавер-версии
The Fray, которые гастролировали с Weezer в 2005 году, исполнили кавер-версию этой песни вживую во время тура 2007 года. The Offspring также делали на неё кавер в 1994 и 1995 годах. NewFangled Contraption делала кавер на неё на каждом шоу в 2002 и 2003 годах. The Bloodhound Gang играли его смесью песен Wu-Tang Clan — «Wu-Tang Clan Ain’t Nuthing ta F' Wit». Панк-рок-группа Titus Andronicus неоднократно исполняла кавер на эту песню в различных турах; группа включила одну из этих концертных каверов в свой микстейп Titus Andronicus LLC Mixtape Vol. 1. Мак Демарко исполнил кавер-версию песни в апреле 2013 года для серий каверов A.V. Undercover The A.V. Club. В мае 2013 года британский лейбл Tiny Lights Recordings выпустил кавер-версию песни, записанную несколькими его исполнителями, в ознаменование своего второго дня рождения. Песня также была каверирована дрим-поп группой Beach House на концерте в 2015 году.
Во время тура Troublemaker Tour 2008 года Том Делонг — вокалист открывающего турне Angels & Airwaves — спел её дуэтом с Куомо.
Во время их тура в 2011 году эта песня была исполнена с участниками The Flaming Lips.
В 2014 году Мак Демарко исполнил кавер-версию песни для альбома Onion — A.V. Undercover.

## Список композиций
Слова и музыка всех песен — Риверс Куомо.
| №  | Название                                 | Длительность |
| -- | ---------------------------------------- | ------------ |
| 1. | «Undone – The Sweater Song (Radio Edit)» | 3:58         |

| №  | Название                    | Длительность |
| -- | --------------------------- | ------------ |
| 1. | «Undone – The Sweater Song» | 4:58         |
| 2. | «Holiday»                   | 3:26         |

| №  | Название                                            | Длительность |
| -- | --------------------------------------------------- | ------------ |
| 1. | «Undone – The Sweater Song»                         | 4:58         |
| 2. | «Mykel & Carli»                                     | 2:53         |
| 3. | «Susanne (Original Mix)»                            | 2:46         |
| 4. | «My Evaline» (Ошибочно указана как «Sweet Adeline») | 0:44         |

| №  | Название                    | Длительность |
| -- | --------------------------- | ------------ |
| 1. | «Undone – The Sweater Song» | 4:58         |
| 2. | «Mykel & Carli»             | 2:53         |
| 3. | «Susanne (Original Mix)»    | 2:46         |
| 4. | «Holiday»                   | 3:26         |

| №  | Название                    | Длительность |
| -- | --------------------------- | ------------ |
| 1. | «Undone – The Sweater Song» | 4:58         |
| 2. | «My Name Is Jonas»          | 3:24         |

## Участники записи
Weezer
- Риверс Куомо — вокал, соло- и ритм-гитара
- Брайан Белл — бэк-вокал
- Мэтт Шарп — бэк-вокал, бас-гитара
- Патрик Уилсон — барабаны, перкуссия

Приглашённые музыканты
- Карл Кох — пианино

## Чарты
| Чарт (1994 г.)                       | Позиция в чарте |
| ------------------------------------ | --------------- |
| Австралия (ARIA)                     | 63              |
| Европейский союз (Eurochart Hot 100) | 71              |
| Шотландия (OCC Scotland)             | 31              |
| Великобритания (OCC UK Singles)      | 35              |
| США (Billboard Hot 100)              | 57              |
| США (Billboard Alternative Airplay)  | 6               |
| США (Billboard Mainstream Rock)      | 30              |